# Samuel d'Ani
Samuel d'Ani ou Samvel Anetsi (en arménien Սամվէլ Անեցի ; né vers 1100 et mort vers 1180) est un historien et chroniqueur arménien du XIIe siècle.

## Biographie
Samuel naît probablement à Ani, l'ancienne capitale des Bagratides, vers 1100. Ce chroniqueur dont on sait peu de choses est un disciple de Hovhannès Sarkavag.
Prêtre séculier à Ani, il meurt vers 1180.

## Œuvre
Samuel est connu pour son Histoire ou Chronique universelle, un ouvrage dans lequel il est le premier auteur arménien à recourir à la chronographie : les événements, de Noé à l'année 626 de l'ère arménienne (5 février 1177-6 février 1178), sont exposés sous forme de tables et d'entrées chronologiques. Pour ce faire, il reprend et adapte des auteurs antérieurs, dont notamment Eusèbe de Césarée.
Il est répété par Kirakos de Gandzak et Mkhitar d'Ani.
L'œuvre de Samuel d'Ani a fait l'objet d'une continuation par un anonyme jusqu'à l'an 789 de l'ère arménienne (27 décembre 1339-25 décembre 1340).